# 埃斯特·努鲁米·特里·瓦多约
埃斯特·努鲁米·特里·瓦多约（2004年8月26日—），印尼女子羽毛球運動員，為奇科·奥拉·德维·瓦多约之妹。

## 選手生涯
埃斯特·努鲁米·特里·瓦多约出生於巴布亚省查亚普拉，他的兄長奇科·奥拉·德维·瓦多约同為羽球運動員。

### 2021－2022年
2021年，年僅17歲的埃斯特·努鲁米·特里·瓦多约即曾代表印尼參加蘇迪曼盃、優霸盃。
2022年8月，在蒙古國國際挑戰賽獲得亞軍。9月，在印尼國際挑戰賽決賽以2比1（15-21、21-14、21-15）擊敗隊友德維，獲得生涯首座成年賽事冠軍。10月，她代表印尼出戰西班牙桑坦德舉行的世界青年羽毛球錦標賽。在率先進行的混合团体赛中助印尼队晉級準決賽；在個人赛事中，瓦多约於女子單打半决赛中以1比2（21-17、15-21、11-21）不敌中国的袁安琪，獲得季軍。11月底至12月初，連續兩周於巴林舉行的國際系列賽、國際挑戰賽晉級決賽，但分別不敵王郁曦、碧查夢，皆無緣奪冠。

### 2023年
2023年5月，瓦多约代表印尼參加在柬埔寨舉行的東南亞運動會羽毛球比賽，奪得女子團體銀牌及女子單打銅牌。9月初，瓦多约在印尼國際挑戰賽奪冠。隔週，於超級100級別的印尼棉蘭大師賽四強以2比1（19-21、21-15、21-15）戰勝隊友科芒·阿尤·卡婭·德維，決賽再以直落二（21-15、21-19）戰勝邱品蒨，獲得職業生涯首座世界巡迴賽冠軍。此後在印尼泗水國際挑戰賽及超級300級別的韓國大師賽闖入四強。

### 2024年
瓦多约在2024年代表印尼參加亞洲羽毛球團體錦標賽、優霸盃均有所獲。在2月舉行的亞團賽中，印尼在女子團體以1比3不敵泰國止步四強，同時以此成績獲得該年優霸盃參賽資格。4月，印尼隊在優霸盃四強戰韓國隊時，瓦多約在第三點戰勝金佳藍，幫助隊伍最終以3比2勝出，自2008年以來再度晉級優霸盃決賽。印尼於決賽遭遇中國隊，瓦多約在0比2落後時上場對陣何冰娇並以1比2（21-10、15-21、17-21）遭到逆轉，無緣奪冠。
6月，瓦多約在超級500級別的澳洲公開賽準決賽以直落二（21-15、21-16）擊敗白馭珀，但在決賽時以1比2（21-17、19-21、16-21）不敵大堀彩，獲得亞軍。

## 主要比賽成績
只列出曾進入準決賽的國際賽事成績：
| 年份   | 賽事                     | 公開賽級別 | 項目     | 成績   |
| ------ | ------------------------ | ---------- | -------- | ------ |
| 2022年 | 斯洛文尼亞羽毛球國際賽   | 國際系列賽 | 女子單打 | 準決賽 |
| 2022年 | 蒙古國羽毛球國際挑戰賽   | 國際挑戰賽 | 女子單打 | 亞軍   |
| 2022年 | 印尼羽毛球國際挑戰賽     | 國際挑戰賽 | 女子單打 | 冠軍   |
| 2022年 | 世界青年羽毛球錦標賽     | 其他       | 混合團體 | 季軍   |
| 2022年 | 世界青年羽毛球錦標賽     | 其他       | 女子單打 | 季軍   |
| 2022年 | 巴林羽毛球國際系列賽     | 國際系列賽 | 女子單打 | 亞軍   |
| 2022年 | 巴林羽毛球國際挑戰賽     | 國際挑戰賽 | 女子單打 | 亞軍   |
| 2023年 | 東南亞運動會羽毛球比賽   | 其他       | 女子團體 | 銀牌   |
| 2023年 | 東南亞運動會羽毛球比賽   | 其他       | 女子單打 | 銅牌   |
| 2023年 | 印尼羽毛球國際挑戰賽     | 國際挑戰賽 | 女子單打 | 冠軍   |
| 2023年 | 印尼棉蘭羽毛球大師賽     | 超級100賽  | 女子單打 | 冠軍   |
| 2023年 | 印尼泗水羽毛球國際挑戰賽 | 國際挑戰賽 | 女子單打 | 準決賽 |
| 2023年 | 韓國羽毛球大師賽         | 超級300賽  | 女子單打 | 準決賽 |
| 2024年 | 亞洲羽毛球團體錦標賽     | 其他       | 女子團體 | 季軍   |
| 2024年 | 優霸盃                   | 其他       | 女子團體 | 亞軍   |
| 2024年 | 澳洲羽毛球公開賽         | 超級500賽  | 女子單打 | 亞軍   |
| 2025年 | 中國瑞昌羽毛球大師賽     | 超級100賽  | 女子單打 | 準決賽 |
| 2025年 | 蘇迪曼盃                 | 其他       | 混合團体 | 季軍   |

| 2018-2026年 | 總決賽 | 超級1000賽 | 超級750賽 | 超級500賽 | 超級300賽 | 超級100賽 | 國際挑戰賽 | 國際系列賽 | 未來系列賽 | 其他 |

## 外部連結
- 埃斯特·努魯米·特里·瓦多約在BWFBadminton.com（英语）
- 埃斯特·努魯米·特里·瓦多約在BWF.TournamentSoftware.com（英语）
- 埃斯特·努魯米·特里·瓦多約在Flashscore（英语）